# Biserica Sfântul Vladimir din Chișinău
Biserica Sfântul Vladimir este un lăcaș de cult și monument de arhitectură și istorie de însemnătate națională, introdus în Registrul monumentelor de istorie și cultură din municipiul Chișinău. Biserica a fost construită în 1900, și intra în componența complexului de caritate (fostul azil pentru preoții bătrâni) – „Frăția Aleksandr Nevski”. 

## Descriere
Biserica este alcătuită dintr-o „navă”, construită pe un plan alungit, cu absida altarului la est, și un-turn clopotniță la capătul vestic, primul nivel al căreia servește de pridvor bisericii. Nava este acoperită cu o boltă cilindrică. Absida altarului este în plan segment de cerc, flancată de două pastoforii, mici și joase. Alipită de absida altarului și pastoforia sudică a fost o capelă. Interiorul navei este iluminat prin ferestre largi, amplasate în două registre, jos – alungite vertical, cu partea superioară în arc, sus – circulare, aflate la baza bolții cilindrice. Fațada, aliniată liniei roșii a străzii are șapte axe de ferestre, dintre care locul ferestrei centrale este subliniat printr-o amploare mai mare – lățime și înălțime, dominată de un fronton triunghiular. Decorația plastică constă din ancadramente, cornișe, arhivolte, plită comună de pervaz, panouri decorative.